# 池順鐸
池 順鐸（ジ・スンタク、지순탁 号:陶庵 1912年 - 1993年9月）は、韓国京城生まれの陶芸家。柳宗悦らの民藝運動に影響を受け、韓国の陶磁器を復活させた。

## 経歴
朝鮮古陶磁研究家の浅川伯教に、朝鮮半島全域の窯跡を調査するための現地案内人兼通訳として15歳で雇われた。それより浅川に師事し、膨大な陶片の採取と研究技法を学ぶ。浅川から古陶磁器の制作方法を指導され、民藝運動にも影響を受けながら研究を続けた。
大韓民国成立後は、柳海剛と共に高麗青磁を、また粉青沙器、李朝白磁の技法を復活させた。「粉青白磁匠」の無形文化財技能保持者として認定され、いわゆる「人間文化財（人間国宝）」となった。

## 略歴
- 1957年、京畿道利川郡に陶磁窯を設立
- 1985年、京畿道第四号無形文化財に認定される
- 韓国人間文化財
- 韓国文化勲章受章